# Carl Schlettwein (Jurist)

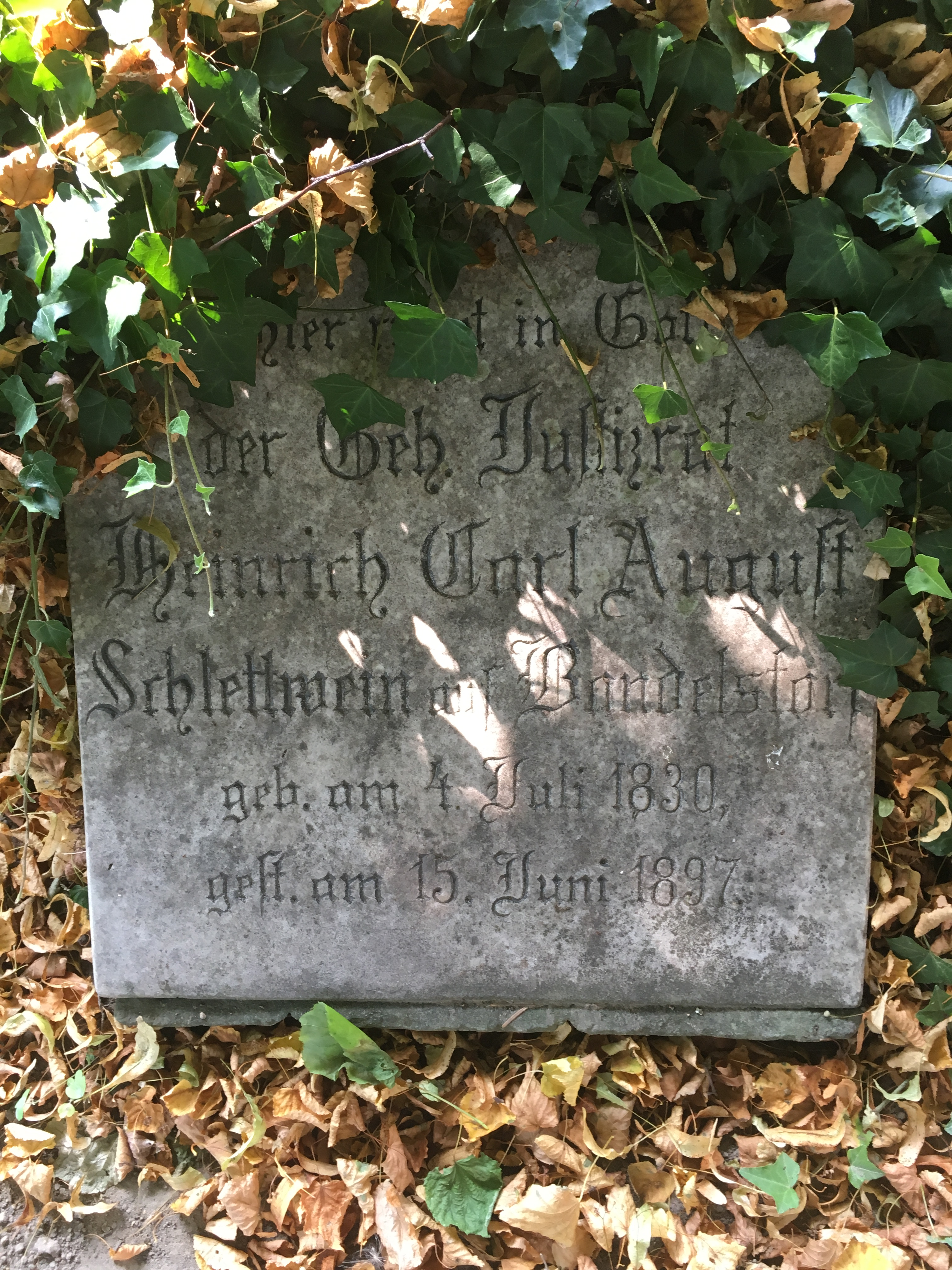
Grabplatte im Familienbegräbnis auf dem Kirchhof der Dorfkirche Petschow

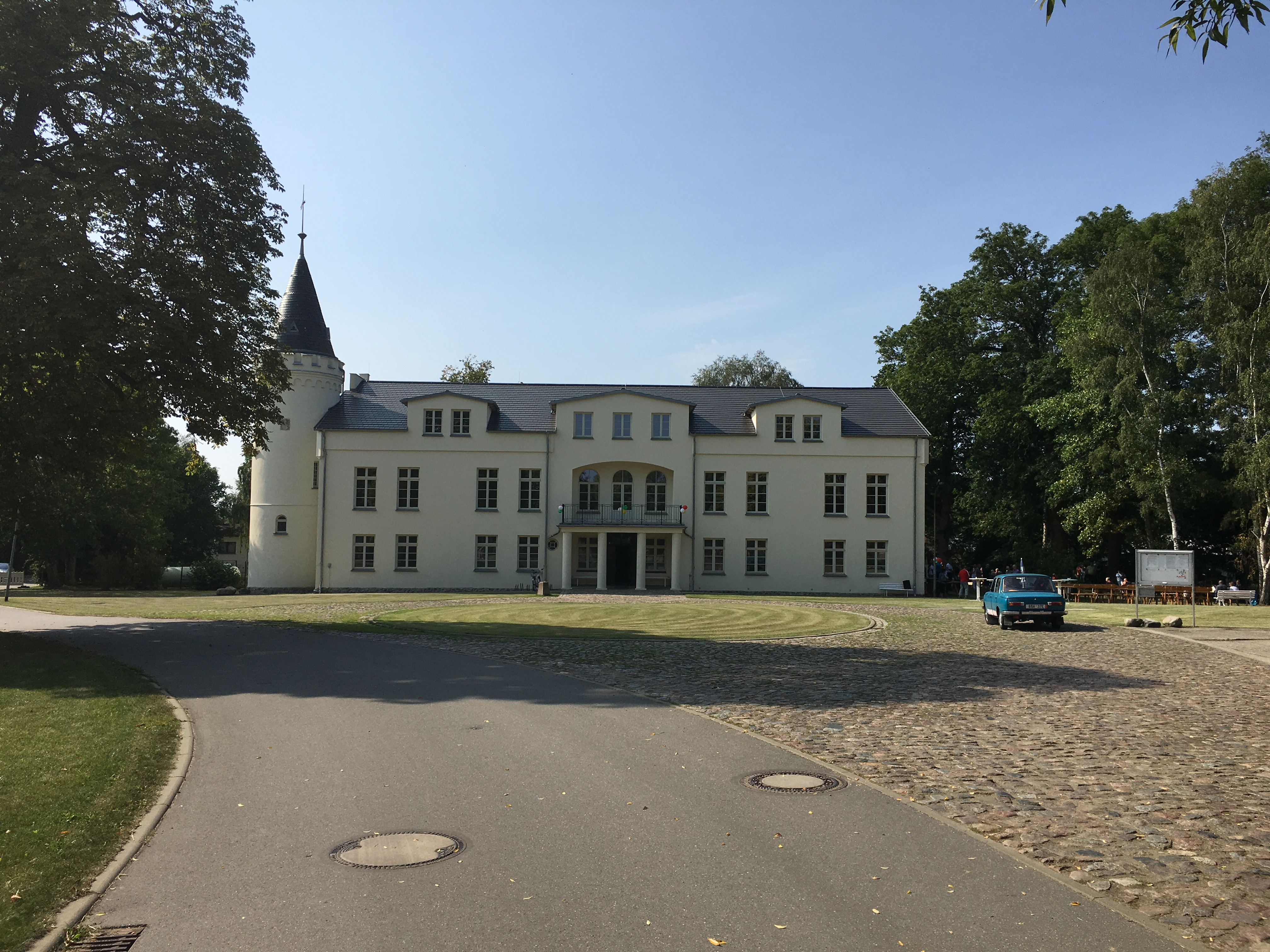
Gutshaus Bandelstorf (2016)

Heinrich Carl August Schlettwein (* 4. Juli 1830 in Bandelstorf; † 15. Juni 1897 in Wiesbaden) war ein deutscher Gutsbesitzer und Verwaltungsjurist.

## Leben
Carl Schlettwein war Sohn des mecklenburgischen Rittergutsbesitzers und Mitglieds des Vorparlaments August Schlettwein (1801–1877). Er besuchte das Friedrich-Franz-Gymnasium in Parchim und studierte ab 1849 Rechtswissenschaften an der Universität Göttingen, wo er Mitglied des Corps Hannovera Göttingen wurde. Danach wechselte er an die Friedrich-Wilhelms-Universität Berlin und beendete sein Studium ab Wintersemester 1852 an der Universität Rostock. Er wurde zunächst Auditor im Amt Doberan, ab 1858 im Amt Toitenwinkel. Schlettwein bestand 1859 sein Zweites Staatsexamen und wurde danach zum Amt Schwaan versetzt. Er durchlief sodann die von 1862 bis 1865 die Ämter Hagenow, Lübtheen, Doberan, Lübz, und Dargun. Er wurde 1866 Amtsverwalter des Amtes Dömitz und dort 1869 Amtmann. 1878 wurde er unter Beförderung zum Amtshauptmann Erster Beamter im Amt Wittenburg. Mit Einführung der Reichsjustizgesetze wechselte er als Landgerichtsrat an das Landgericht Schwerin, wo er zum 1. Oktober 1893 unter Verleihung des Charakters als Geheimer Justizrat in den Ruhestand trat. Er nahm dann Wohnsitz auf seinem 1889 ererbten Rittergut Bandelstorf. 
Schlettwein war seit 1874 Mitglied des Vereins für mecklenburgische Geschichte und Altertumskunde und von 1881 bis 1893 als Bilderwart Aufseher der Gemäldesammlung des Vereins. Er war verheiratet mit Helene geb. Michaelis (1839–1911). Aus der Ehe gingen fünf Söhne und eine Tochter hervor, darunter August Schlettwein, Adolf Schlettwein und Curt Schlettwein.